# Pecora
Pecora é um grupo de mamíferos com cascos que compreende a maioria dos ruminantes, incluindo o gado bovino, os carneiros, as cabras, os antílopes, os cervos, as girafas, e as antilocapras. Os únicos membros da subordem Ruminantia que não são pecoranos são os trágulos, que não possuem chifres e cujo estômago tetra-compartimentado é menos desenvolvido do que o dos pecoranos. Assim, devido a isso, às vezes os pecoranos estão sendo chamados de “ruminates chifrados”. Sabe-se também que são ruminantes mais "avançados", porque se surgiram mais recentemente do que outros grupos de rumintantes. Embora Pecora seja um clade bem-definido, a relação exata entre as famílias dentro dele estão em disputa.

## Classificação
- ORDEM Artiodactyla
  - Subordem Suina

- - Subordem  Ruminantia
    - InfraordemTylopoda
      - Família Camelidae

    - Infraordem Tragulina
      - Família Tragulidae: trágulos

    - Infraordem Pecora
      - Família Moschidae: veado-almiscarado
      - Família Cervidae: veados
      - Família Giraffidae: girafas e ocapis
      - Família Antilocapridae: antilocapras
      - Família Bovidae: bois, bodes, ovelhas, e antílopes